# War dialing
War dialing is een hackingtechniek waarbij een computer een bereik van telefoonnummers van bijvoorbeeld een bedrijf systematisch afbelt om zo een modem of ander toegangspunt te ontdekken waarlangs de hacker het netwerk kan binnendringen.
Een vergelijkbare, maar modernere aanvalsvorm is het wardriving.